# Lincoln Stedman
Lincoln Stedman (Denver, 18 maggio 1907 – Los Angeles, 22 marzo 1948) è stato un attore statunitense.

## Biografia
Figlio del regista Marshall Stedman e dell'attrice Myrtle Stedman, venne chiamato Lincoln in omaggio ad Abraham Lincoln, di cui sua madre (il cui nome da ragazza era Myrtle Lincoln) era una diretta discendente.
Alto 1 metro e 82, massiccio e sovrappeso, Lincoln ricordava nel suo aspetto Roscoe Arbuckle, il che gli permise già da adolescente di interpretare in maniera convincente ruoli di adulto. Il suo esordio cinematografico fu nel 1917 nel film The Charmer, diretto da Jack Conway. Nella sua carriera, girò un'ottantina di pellicole.
Morì a soli quarant'anni. Pochi giorni prima della sua morte, il 22 marzo 1948, nacque sua figlia Loretta Myrtle Stedman nata dal suo matrimonio con Carol Rohe Stedman.

## Filmografia
La filmografia è completa.
- The Charmer, regia di Jack Conway (1917)
- Your Boy and Mine, regia di Roy Clements (1917)
- Jerry and the Bully, regia di Milton J. Fahrney (1917)
- The Atom, regia di Frank Borzage (1918)
- The Winning Girl, regia di Robert G. Vignola (1919)
- Puppy Love, regia di Roy William Neill (1919)
- Through the Toils, regia di Harry O. Hoyt (1919)
- Fata di bambole (Anne of Green Gables), regia di William Desmond Taylor (1919)
- Out of the Storm, regia di William Parke (1920)
- Peaceful Valley, regia Jerome Storm (1920)
- Nineteen and Phyllis, regia di Joseph De Grasse (1920)
- The Charm School, regia di James Cruze (1920)
- The Old Swimmin' Hole, regia di Joseph De Grasse (1921)
- Siate mia moglie (Be My Wife), regia di Max Linder (1921)
- La bella Sulamita (Under the Lash), regia di Sam Wood (1921)
- Two Minutes to Go, regia di Charles Ray (1921)
- My Lady Friends, regia di Lloyd Ingraham (1921)
- A Homespun Vamp, regia di Frank O'Connor (1922)
- The Anvil Chorus, regia di Ralph Ceder (1922)
- The Sleuth, regia di Ray Grey (1922)
- The Dumb-Bell, regia di Charley Chase (1922)
- The Landlubber, regia di James D. Davis (1922)
- One Terrible Day, regia di Robert F. McGowan e Tom McNamara (1922)
- Youth to Youth, regia di Émile Chautard (1922)
- White Shoulders, regia di Tom Forman (1922)
- The Freshie, regia di William Hughes Curran (1922)
- The Dangerous Age, regia di John M. Stahl (1923)
- Jailed and Bailed, regia di J.A. Howe (1923)
- The Big Show, regia di Robert F. McGowan (1923)
- The Prisoner, regia di Jack Conway (1923)
- A Pleasant Journey, regia di Robert F. McGowan (1923)
- The Smile Wins, regia di George Jeske (1923)
- Soul of the Beast, regia di John Griffith Wray (1923)
- Dogs of War , regia di Robert F. McGowan (1923)
- The Scarlet Lily, regia di Victor Schertzinger (1923)
- Lodge Night, regia di Robert F. McGowan (1923)
- No Noise, regia di Robert F. McGowan (1923)
- The Meanest Man in the World, regia di Edward F. Cline (1923)
- The Wanters, regia di John M. Stahl (1923)
- The Man Life Passed By, regia di Victor Schertzinger (1923)
- Black Oxen, regia di Frank Lloyd (1923)
- Capitan Baby (Captain January), regia di Edward F. Cline (1924)
- La moglie del centauro (The Wife of the Centaur), regia di King Vidor (1924)
- On Probation, regia di Charles Hutchison (1924)
- Cheap Kisses, regia di John Ince e Cullen Tate (1924)
- The Danger Signal, regia di Erle C. Kenton (1925)
- Sealed Lips, regia di Tony Gaudio (1925)
- Red Hot Tires, regia di Erle C. Kenton (1925)
- Made for Love, regia di Paul Sloane (1926)
- The Warning Signal, regia di Charles J. Hunt (1926)
- One Minute to Play, regia di Sam Wood (1926)
- Dame Chance, regia di Bertram Bracken (1926)
- Remember, regia di David Selman (1926)
- Lascia che piova! (Let It Rain), regia di Edward F. Cline (1927)
- Perch of the Devil, regia di King Baggot (1927)
- Rookies, regia di Sam Wood (1927)
- The Little Firebrand, regia di Charles Hutchison (1927)
- The Prince of Headwaiters, regia di John Francis Dillon (1927)
- Il principe studente (The Student Prince in Old Heidelberg), regia di Ernst Lubitsch (1927)
- Harold Teen, regia di Mervyn LeRoy (1928)
- The Devil's Cage, regia di Wilfred Noy (1928)
- Green Grass Widows, regia di Alfred Raboch (1928)
- The Farmer's Daughter, regia di Arthur Rosson (1928)
- Redskin, regia di Victor Schertzinger (1929)
- Gambette indiavolate (Why Be Good?), regia di William A. Seiter (1929)
- L'allegra brigata (The Wild Party), regia di Dorothy Arzner (1929)
- Tanned Legs, regia di Marshall Neilan (1929)
- Campus Crushes, regia di Mack Sennett (1930)
- Hello, Television, regia di Leslie Pearce (1930)
- The Bluffer, regia di Mack Sennett (1930)
- Grandma's Girl, regia di Mack Sennett (1930)
- Don't Bite Your Dentist, regia di Edward F. Cline (1930)
- Hold 'er Sheriff, regia di Edward F. Cline (1931)
- Madame Julie (The Woman Between), regia di Victor Schertzinger (1931)
- Poker Widows, regia di Leslie Pearce (1931)
- The All-American Kickback, regia di Del Lord (1931)
- Hollywood Halfbacks, regia di Charles Lamont (1931)
- Billboard Girl, regia di Leslie Pearce (1932)
- Doctor's Orders, regia di Lou Breslow (1932)
- Sailor Be Good, regia di James Cruze (1933)
- La strada per Hollywood (The Road to Hollywood) regia di Bud Pollard (1933)
- The Most Precious Thing in Life, regia di Lambert Hillyer (1934)